# Amazona
Amazona è un genere di uccelli della famiglia degli Psittacidi.

## Tassonomia
Comprende le seguenti specie viventi:
- Amazona leucocephala (Linnaeus, 1758) - amazzone di Cuba
- Amazona collaria (Linnaeus, 1758) - amazzone beccogiallo
- Amazona ventralis (Statius Müller, 1776) - amazzone di Hispaniola
- Amazona albifrons (Sparrman, 1788) - amazzone frontebianca
- Amazona xantholora (G.R.Gray, 1859) - amazzone redini gialle
- Amazona agilis (Linnaeus, 1758) - amazzone becconero
- Amazona vittata (Boddaert, 1783) - amazzone di Portorico
- Amazona tucumana (Cabanis, 1885) - amazzone del Tucuman
- Amazona pretrei (Temminck, 1830) - amazzone occhirossi
- Amazona viridigenalis (Cassin, 1853) - amazzone capirossa
- Amazona finschi (P.L.Sclater, 1864) - amazzone capolilla
- Amazona autumnalis (Linnaeus, 1758) - amazzone fronte rossa
- Amazona diadema (von Spix, 1824) - amazzone diadema
- Amazona dufresniana (Shaw, 1812) - amazzone guanceblu
- Amazona rhodocorytha (Salvadori, 1890) - amazzone cigliarosse
- Amazona brasiliensis (Linnaeus, 1758) - amazzone codarossa
- Amazona festiva (Linnaeus, 1758) - amazzone festosa
- Amazona barbadensis (J.F.Gmelin, 1788) - amazzone spallegialle
- Amazona aestiva (Linnaeus, 1758)  - amazzone fronteblu
- Amazona oratrix Ridgway, 1887 - amazzone testagialla
- Amazona tresmariae Nelson, 1900 - Amazzone delle Tre Marie
- Amazona auropalliata (Lesson, 1842) - amazzone nucagialla
- Amazona ochrocephala (J.F.Gmelin, 1788) - amazzone capogiallo
- Amazona amazonica (Linnaeus, 1766) - amazzone aliarancio
- Amazona mercenarius (Tschudi, 1844) - amazzone nucasquamata
- Amazona kawalli Grantsau & Camargo, 1989 - amazzone di Kawall
- Amazona farinosa (Boddaert, 1783) - amazzone farinosa
- Amazona vinacea (Kuhl, 1820) - amazzone vinata
- Amazona versicolor (Statius Müller, 1776) - amazzone di Saint Lucia
- Amazona arausiaca (Statius Müller, 1776) - amazzone collorosso
- Amazona guildingii (Vigors, 1837) - amazzone di Saint Vincent
- Amazona imperialis Richmond, 1899 - amazzone imperiale

Sono inoltre note le seguenti specie estinte:
- Amazona martinicana - amazzone di Martinica †
- Amazona violacea - amazzone della Guadalupa †